# サマラバ
「サマラバ」はシドの15枚目のシングル。2013年7月24日にKi/oon Musicから発売された。

## 概要
前作の「恋におちて」から3ヶ月経ったあとのシングル。
3曲目に入っている夏恋(G/S Remix)は、2007年7月11日に発売された夏恋のリミックスバージョンとなっている。
また、本シングルの初回生産限定版、通常版初回仕様にはシド10th Anniversaryスペシャルキャンペーン応募券#05が封入されている。

## 収録内容

### 通常盤
| 全作詞: マオ。 |                      |           |           |                            |                      |      |
| #              | タイトル             | 作詞      | 作曲      | 編曲                       |                      | 時間 |
| 1.             | 「サマラバ」         | マオ      | 御恵明希  | シド & 加藤貴之 & 本間将人 |                      | 4:11 |
| 2.             | 「焼却炉」           | マオ      | Shinji    | シド                       |                      | 4:14 |
| 3.             | 「夏恋 (G/S Remix)」 | マオ      | しんぢ    |                            | Remix: GLOOVIN/SLASH | 4:18 |
| 合計時間:      | 合計時間:            | 合計時間: | 合計時間: | 合計時間:                  | 12:43                |      |

### 期間限定生産盤
初回限定盤A
| #  | タイトル                            | 作詞 | 作曲・編曲 |
| -- | ----------------------------------- | ---- | ---------- |
| 1. | 「SID in singapore 密着映像 Ver.A」 |      |            |

初回限定盤B
| #  | タイトル                            | 作詞 | 作曲・編曲 |
| -- | ----------------------------------- | ---- | ---------- |
| 1. | 「SID in singapore 密着映像 Ver.B」 |      |            |

## 収録アルバム
1. サマラバ
  - 4thスタジオ・アルバム『OUTSIDER』
  - 2ndベスト・アルバム『SID ALL SINGLES BEST』